# Boms
Boms – miejscowość i gmina w Niemczech, w kraju związkowym Badenia-Wirtembergia, w rejencji Tybinga, w regionie Bodensee-Oberschwaben, w powiecie Ravensburg, wchodzi w skład związku gmin Altshausen.

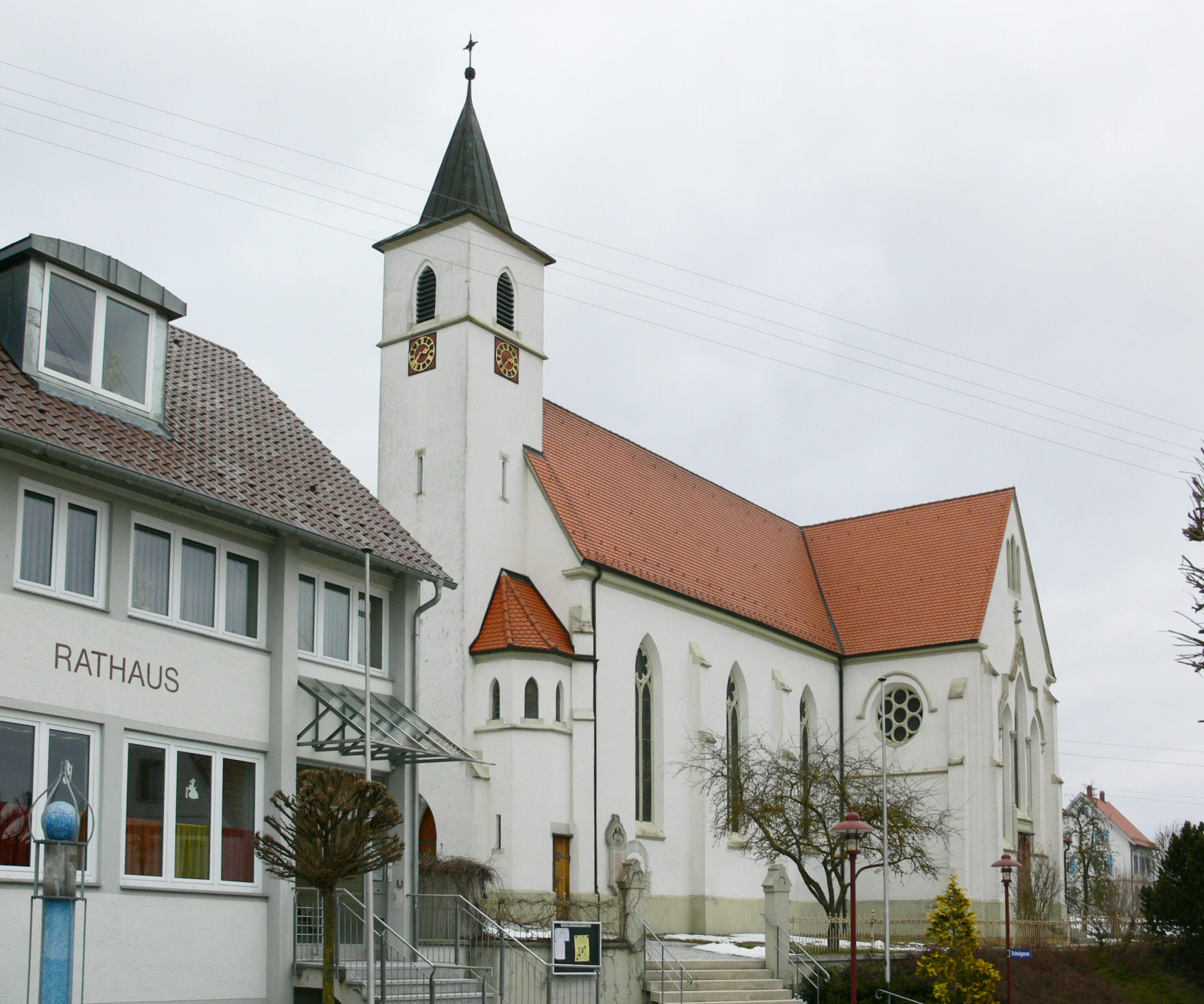
Kościół i urząd gminy

## Demografia
| Rok  | Liczba mieszkańców |
| ---- | ------------------ |
| 1829 | 370                |
| 1900 | 458                |
| 1969 | 466                |
| 2004 | 577                |
| 2005 | 596                |